# هيرب واشنطن
هيرب واشنطن (بالإنجليزية: Herb Washington)‏ هو منافس ألعاب قوى أمريكي، ولد في 16 نوفمبر 1951 في بلزوني في الولايات المتحدة.

## وصلات خارجية
- هيرب واشنطن على موقعبيزبول رفرنس.كوم (الدوري الرئيسي) (الإنجليزية)
- هيرب واشنطن على موقع جمعية أبحاث البيسبول الأمريكية (الإنجليزية)